# Mirzamahmud Musaxonov
Mirzamahmud Mirzarahmonovich Musaxonov (ros. Мирзамахмуд Мирзарахманович Мусаханов, ur. 22 października 1912 w Taszkencie, zm. 5 stycznia 1995 tamże) – radziecki działacz partyjny narodowości uzbeckiej, przewodniczący Rady Najwyższej Uzbeckiej SRR (1961-1963), Bohater Pracy Socjalistycznej (1976).

## Życiorys
Syn pochodzącego z Fergany rewolucjonisty Mirzarachmana Musachanowa, 1923-1924 ludowego komisarza spraw wewnętrznych Turkmeńskiej SRR. W 1937 ukończył Moskiewski Instytut Tekstylny, po czym pracował w przedsiębiorstwach przemysłu tekstylnego Uzbeckiej SRR, od 1943 członek WKP(b). 1948-1951 I zastępca ministra, a 1951-1953 minister przemysłu lekkiego Uzbeckiej SRR, 1953-1955 pracownik aparatu Rady Ministrów Uzbeckiej SRR, 1955-1956 i ponownie w 1958 sekretarz Komitetu Obwodowego Komunistycznej Partii Uzbekistanu (KPU) w Taszkencie. 1956-1957 przewodniczący Państwowego Komitetu Planowego (Gospłanu) Uzbeckiej SRR, 1957-1958 zastępca przewodniczącego Rady Ministrów Uzbeckiej SRR, 1958-1959 przewodniczący Uzbeckiej Republikańskiej Rady Związków Zawodowych, 1959-1961 sekretarz wszechzwiązkowej Centralnej Rady Związków Zawodowych. Od 24 kwietnia 1961 do grudnia 1965 sekretarz KC KPU, członek Biura KC KPU, od 30 maja 1961 do 22 marca 1963 przewodniczący Rady Najwyższej Uzbeckiej SRR, od 31 października 1961 do 24 lutego 1976 zastępca członka KC KPZR. Od 1962 do grudnia 1965 przewodniczący Komitetu Kontroli Partyjno-Państwowej KC KPU i Rady Ministrów Uzbeckiej SRR i jednocześnie ponownie zastępca przewodniczącego Rady Ministrów Uzbeckiej SRR, od grudnia 1965 do 1970 I zastępca przewodniczącego Rady Ministrów Uzbeckiej SRR. Od 29 stycznia 1970 do 22 stycznia 1985 I sekretarz Komitetu Obwodowego KPU w Taszkencie, od 5 marca 1976 do 25 lutego 1986 członek KC KPZR, od stycznia 1985 na emeryturze. 1966-1984 deputowany do Rady Najwyższej ZSRR od 7 do 10 kadencji.
W październiku 1988 aresztowany, 2 lutego 1990 skazany na 6 lat pozbawienia wolności. Ukazem Prezydenta ZSRR Michaiła Gorbaczowa z 16 lipca 1991 pozbawiony odznaczeń państwowych.

## Odznaczenia
- Medal Sierp i Młot Bohatera Pracy Socjalistycznej (25 grudnia 1976)
- Order Lenina (pięciokrotnie - 25 lipca 1971, 14 grudnia 1972, 25 grudnia 1976, 14 marca 1980 i 21 października 1982)
- Order Rewolucji Październikowej (10 grudnia 1973)
- Order Czerwonego Sztandaru Pracy (trzykrotnie - 16 stycznia 1950, 11 stycznia 1957 i 1 marca 1965)
- Order „Znak Honoru” (22 stycznia 1944)

I medale.